# Аспе, Маурисио
Маурисио Аспе (исп. Mauricio Aspe) (род. 25 июля 1973, Мехико, Мексика) — известный мексиканский актёр, прославившийся яркими работами в теленовеллах и модель. Рост — 190 см.

## Биография
Родился 25 июля 1973 года в Мехико. С детства обожал смотреть мексиканские теленовеллы и позировать перед зеркалом. Родители решили записать сына в модельное агентство и не напрасно — за очень короткое время он стал известной мексиканской моделью. Его фотографии печатались во многих мексиканских глянцевых журналах о моде. Один из журналов попал в руки известной мексиканской актрисе Маргарите Маганья, и та, прочитавшая информацию о нем решила влюбиться в него — пара поженилась, Маргарита Маганья подарила ему одного ребёнка, однако личная жизнь не сложилась — всё кончилось разводом. Тем не менее актер показал ошеломляющие успехи в телесериалах — 31 работа.

## Фильмография

### Сериалы

#### Мексика

##### Свыше 2-х сезонов
- 2008-по с.д — Женщины-убийцы (3 сезона) — Трухильо.

##### Televisa
- 1994-96 — Розовые шнурки
- 1995 — Мария из предместья — Альдо Арментерос.
- 1996 — Виновность — Тоньо.
- 1996 — Синие дали — Роберто.
- 1997 — Любимый враг — Хорхе.
- 1998 — Драгоценная
- 1998-99 — Что происходит с нами?
- 1999 — Ради твоей любви — Рене Хугуерас Ледесма.
- 1999 — Рождественская сказка (мини-сериал)
- 2000 — Дом на пляже — Гино Морали (в титрах не указан).
- 2000-01 — Личико ангела — Сатурно.
- 2000-01 — Первая любовь — Родольфо «Руди».
- 2000-01 — За один поцелуй — Ансельмо.
- 2001-06 — VidaTV (не переводится)
- 2002 — Между любовью и ненавистью — Тобиас.
- 2004 — Мой грех - в любви к тебе — Рафаэль Алмазан.
- 2005-07 — Мачеха — Гектор Сан Роман.
- 2006-07 — Два лица страсти — Игнасио Бустаманте (ЗЛОДЕЙ).
- 2008 — Дорогой враг — Артуро Сабогал Уэрта.
- 2008-09 — Осторожно с ангелом — Рауль.
- 2009-12 — Мы все к чему-то привязаны (2 сезона) — Эдуардо «Эдо» Понсе.
- 2010-11 — Между любовью и желанием — Марсио Гарсия.

##### TV Azteca
- 2012 — Жена Иуды — Эрнесто Юньес.
- 2014 — Смелые — Патрисио Кастро.

#### Колумбия

##### Свыше 2-х сезонов
- 2007 — В последний момент (3 сезона)

#### США
- 2002-12 — Дон Франсиско представляет

#### Совместных производителей
- 2006 — Моя жизнь - это ты (США-Венесуэла) — Рикардо Негрете.
- 2007 — Мать Луна (США-Колумбия) — Роман «Венено» Гуерридо.

## Награды и премии

### TVyNovelas
- 2006 — Лучшая звёздная роль — Мачеха — ПОБЕДА.
- 2007 — Лучшая отрицательная роль — Два лица страсти — проигрыш.